# Livorno Ferraris
Livorno Ferraris é uma comuna italiana da região do Piemonte, província de Vercelli, com cerca de 4.321 habitantes. Estende-se por uma área de 58 km², tendo uma densidade populacional de 75 hab/km². Faz fronteira com Bianzè, Cigliano, Crescentino, Fontanetto Po, Lamporo, Moncrivello, Saluggia, Trino.

## Demografia
| Variação demográfica do município entre 1861 e 2011                               |
|                                                                                   |
| Fonte: Istituto Nazionale di Statistica (ISTAT) - Elaboração gráfica da Wikipedia |